# Massimo Filardi
Massimo Filardi (Salerno, 20 dicembre 1966) è un allenatore di calcio, procuratore sportivo ed ex calciatore italiano, di ruolo terzino sinistro.

## Carriera

### Club
Cresciuto calcisticamente nel Varese, fa il suo esordio in prima squadra nella stagione 1984-1985, in Serie B.
L'esperienza successiva la vive al Napoli, in Serie A.
Con la maglia azzurra, al fianco di compagni come Diego Armando Maradona, Daniel Bertoni, Salvatore Bagni, Careca e Bruno Giordano, fa il suo esordio in massima serie (con la maglia numero 3 sulle spalle) l'8 settembre del 1985 nella vittoriosa gara casalinga per 2-1 contro il Como. Il mister Ottavio Bianchi lo fa giocare titolare per l'intero campionato, formando con Ciro Ferrara la coppia di terzini più giovane di tutto il campionato (38 anni in due).
Per la stagione successiva, in cui il Napoli vince scudetto e la Coppa Italia, un infortunio lo tiene fuori dal campo per l'intera annata.
Il calciatore ritorna a calcare il rettangolo verde nell'estate del 1987, riuscendo a ritagliarsi buoni spazi fra campionato e Coppa Italia per due stagioni consecutive, e tornando anche ad indossare la maglia della Nazionale Under-21. Nel Napoli non riuscirà mai più ad essere titolare stabilmente.
Nell'estate del 1989, a 22 anni, pur di giocare titolare accetta di scendere in Serie B, passando in prestito prima all'Avellino (dove ritrova gli ex compagni napoletani Costanzo Celestini, Moreno Ferrario, Francesco Baiano e Giuseppe Taglialatela), e poi un anno dopo al Taranto, dove riuscirà a segnare anche il primo ed unico gol in carriera.
Dopo i due anni in prestito, nella stagione 1991-1992 torna in maglia azzurra, con cui scende in campo 5 volte.
Scaduto il contratto con il Napoli, complici diversi infortuni decide a 26 anni di ritirarsi dal calcio giocato, ma ritratta la decisione due anni dopo, quando, dopo una breve esperienza nel Venosa, accetta di tornare a giocare in Serie C2 nel Benevento, dove chiuderà definitivamente la carriera alla fine della stagione 1994-1995.

### Nazionale
Il 4 febbraio del 1986 entra nel giro della Nazionale Under-21 del CT Azeglio Vicini, esordendo contro i pari età dell'Inghilterra.
Nel frattempo Vicini è passato dall'Under-21 alla Nazionale maggiore, senza esordire.

### Procuratore sportivo
Appesi gli scarpini al chiodo, diventa procuratore sportivo. Dal 30 giugno 2013 è il responsabile dell'area tecnica della Juve Poggiomarino, società militante nella Promozione campana. Dopo 3 mesi, il 3 ottobre 2013, si dimette dall'incarico di direttore dell'area tecnica.

### Allenatore
A febbraio 2014 diventa il nuovo allenatore dei Giovanissimi Nazionali dell'Avellino. Viene confermato con lo stesso ruolo anche nella stagione successiva, ma nella primavera del 2015 lascia la panchina irpina.